# پیتر استیکلز
پیتر استیکلز (انگلیسی: Peter Stickles؛ زادهٔ ۸ اکتبر ۱۹۷۶) هنرپیشه اهل ایالات متحده آمریکا است.
معروف‌ترین نقش که وی در آن نقش داشته‌است می‌توان به شرتباس اشاره کرد.